# Paulus Jan Bosch van Drakestein
Jonkheer Paulus Jan Bosch van Drakestein, (Utrecht, 15 februari 1825 - 's-Hertogenbosch, 25 mei 1894) was een zoon van jhr. mr. Frederik Lodewijk Herbert Jan Bosch van Drakestein. De familie Bosch was katholiek en kende voor hem al enige bestuurders. Die achtergrond bepaalde dan ook min of meer de loopbaan van Bosch. Hij was getrouwd met zijn achternicht Elisabeth Henriëtte Johanna Bosch, dochter van mr. Johannes Wilhelmus Henricus Bosch. Hij kreeg vijf dochters en twee zonen. Zijn dochter Maria Henrietta Elisabeth (1857-1919) trouwde in 1878 met jhr. Petrus van der Does de Willebois (1843-1937).

## Scholing en loopbaan
Bosch volgde het atheneum in Amsterdam. Hier bereidde hij zich ook voor voor een examen 'Romeins en Hedendaags Recht' aan de Hogeschool van Utrecht. Hij promoveerde daar in 1848 en vestigde zich vervolgens als advocaat in Amsterdam. Hier trad hij in 1851 ook toe tot de gemeenteraad, waar hij zijn eerste bestuurservaring opdeed. Tijdens zijn verblijf in Amsterdam werd hij ook lid van het College van Curatoren van de Stadsarmenschool.
Uiteindelijk werd Bosch benoemd tot rechter in Amsterdam. In 1856 kreeg hij een aanstelling in dezelfde functie bij de Arrondissementsrechtbank te Amersfoort. Dit duurde echter niet lang omdat hij op 1 oktober van datzelfde jaar benoemd werd als Commissaris van de Koning in Noord-Brabant. Dit zou hij ruim 37 jaar lang blijven, de langstzittende commissaris in Noord-Brabant.

## Overlijden
Op 25 mei 1894 overleed Bosch te 's-Hertogenbosch. Hier werd hij echter niet begraven. Bosch ligt begraven op de RK begraafplaats Carolus Borromeus te Soesterberg. Hier ligt Bosch op een familieveld. Het familieveld is aangekocht door de familie Bosch van Drakenstein door de opbrengsten van de verkoop van het landgoed Sterrenberg aan de parochie Carolus Borromeus. Vanaf 1851 werden de eerste familieleden van Bosch hier begraven. Bosch heeft bij zijn begrafenis een prominente plaats gekregen met een neoclassicistisch grafmonument naar ontwerp van de stadsarchitect van 's-Hertogenbosch Jules Dony.
Dezelfde Dony is verantwoordelijk voor een ander monument dat herinnert aan Bosch. Op het Stationsplein van 's-Hertogenbosch staat een standbeeld dat door Dony is ontworpen. Het monument is oorspronkelijk een drinkfontein, maar deze functie heeft het nooit vervuld. Het monument stelt een draak voor.
De Drakenfontein is geplaatst in 1903 en was onderdeel van een wedstrijd, welke door de gemeente was uitgeschreven. Bosch had een legaat vermaakt aan de gemeente 's-Hertogenbosch om een gedenkteken op te richten voor zijn tweelingdochters, die in 1881 op 17-jarige leeftijd waren overleden. Het standbeeld zou aanvankelijk vlak voor het station komen te staan, maar het is iets verder naar het oosten geplaatst, in de richting van de binnenstad.
Er werd een wedstrijd uitgeschreven. De gebroeders Leeuw uit Nijmegen wonnen deze, maar de Draak is niet naar hun ontwerp gemaakt. Architect van 't Zand Dony kreeg de opdracht een ontwerp te maken voor de drakenfontein. De draak en de kleine draken zijn gefabriceerd bij de firma F.W. Braat in Delft. De sokkel is gemaakt door de firma N. Glaudemans, een steenhouwerij.
- Biografisch Portaal: 13053443
- Digitale Bibliotheek voor de Nederlandse Letteren: bosc091
- International Standard Name Identifier: 0000 0003 9089 6818
- Nederlandse Thesaurus van Auteursnamen: 068449828
- Parlement.com: vg09llz0hmvi
- Virtual International Authority File: 284612020